# Dalil Boubakeur

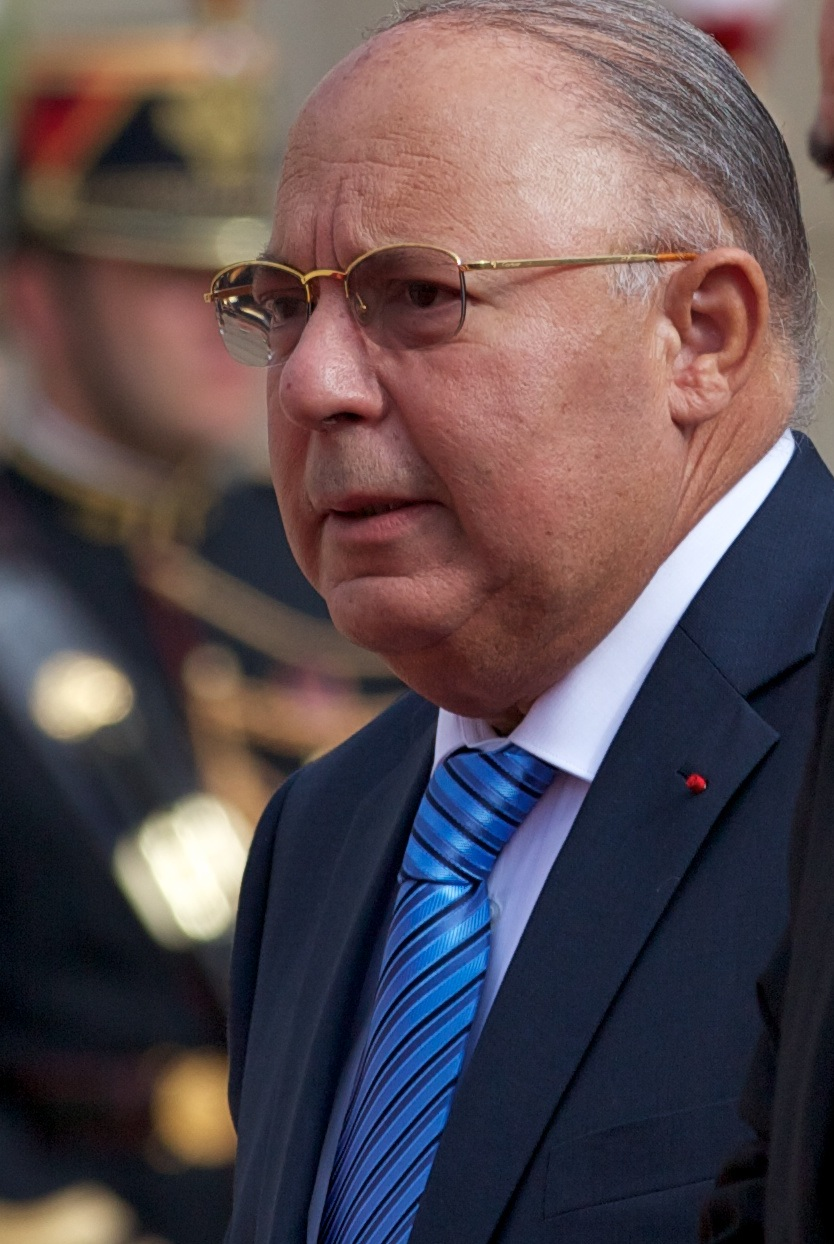

Dalil Boubakeur (ur. 2 listopada 1940), z pochodzenia Algierczyk, od 1992 roku rektor Meczetu Paryskiego, przewodniczący Francuskiej Rady Kultu Muzułmańskiego (2003–2008).